# Tokai Challenger

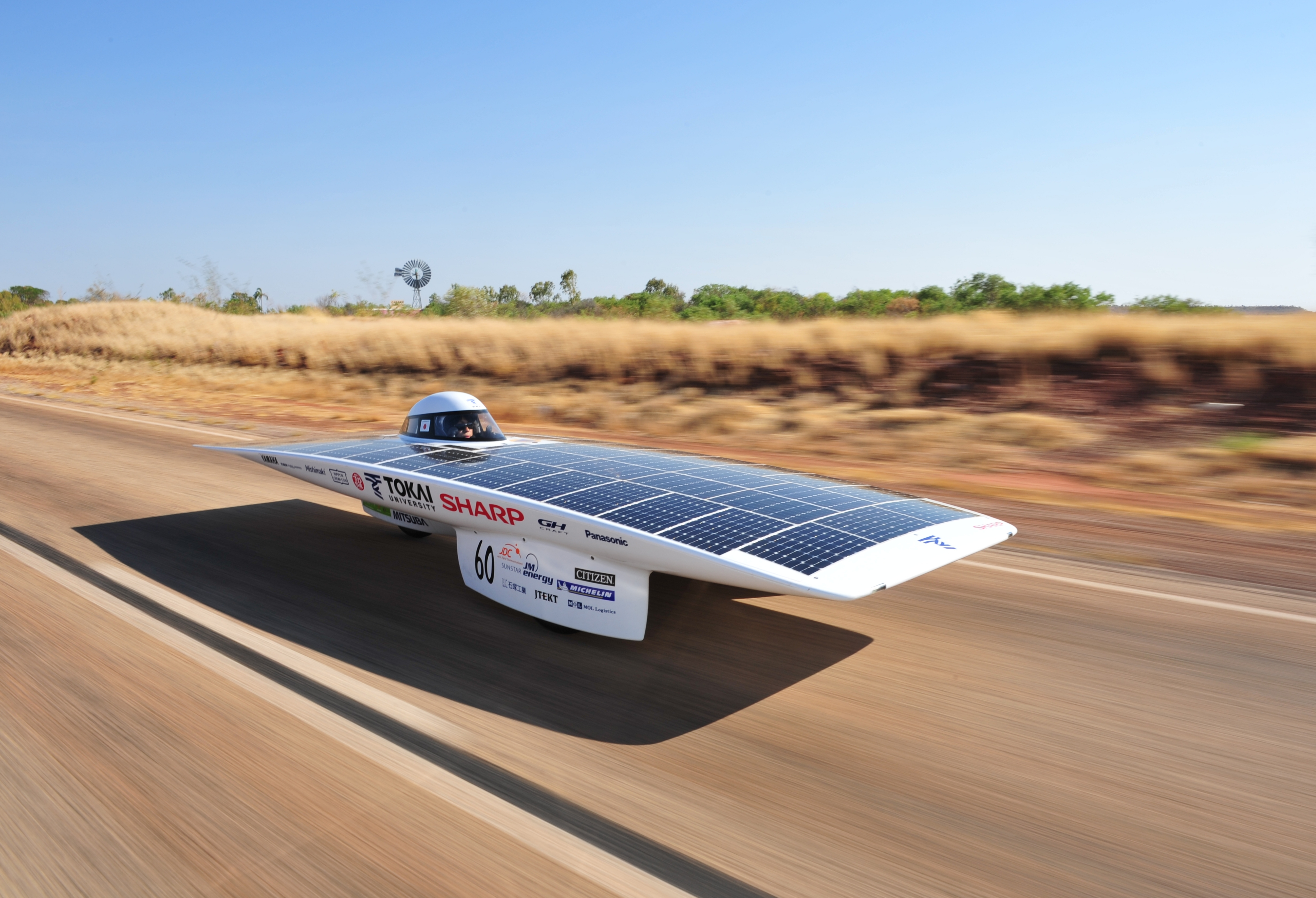
De Tokai Challenger

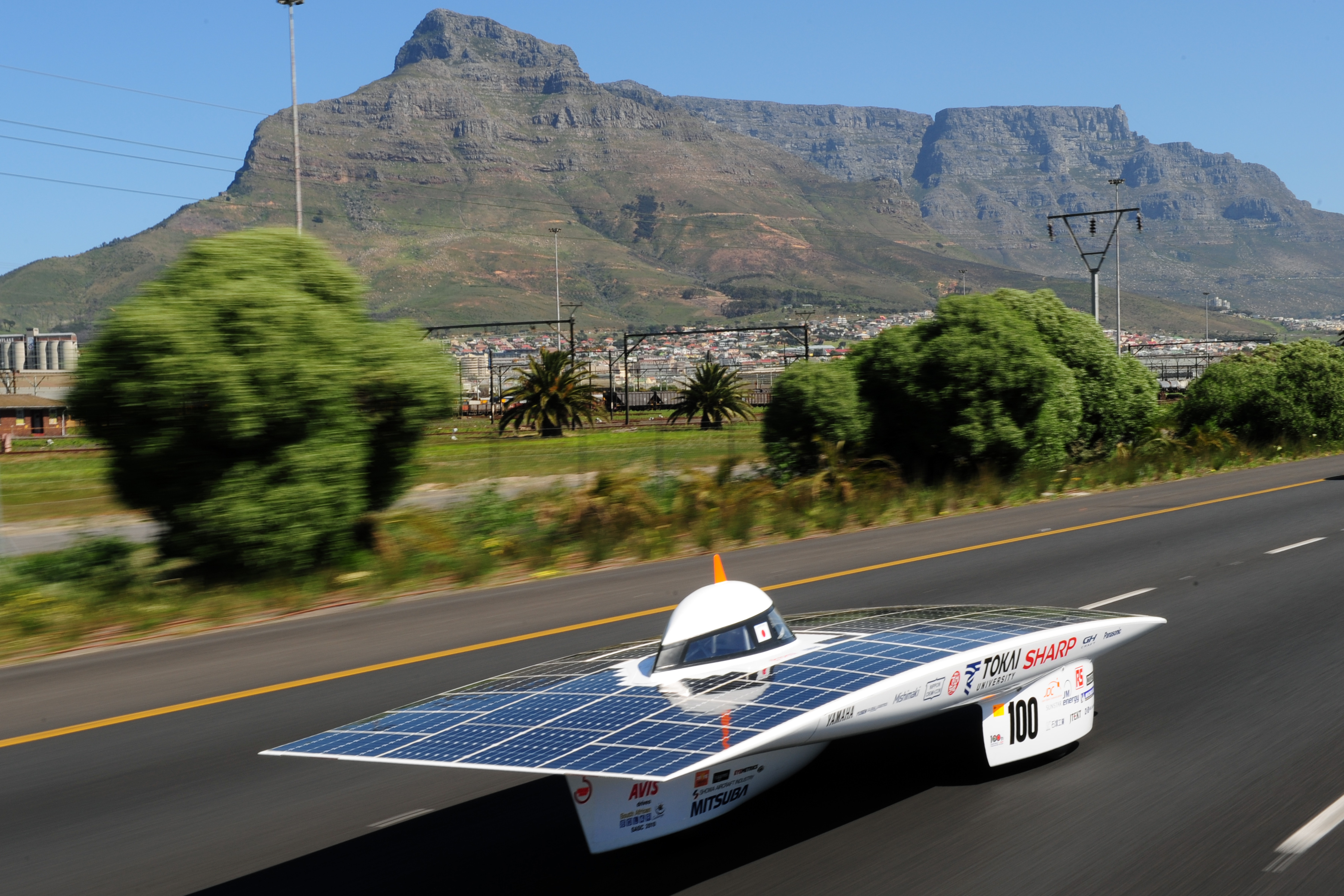
De Tokai Challenger

De Tokai Challenger is een zonnewagen van de Japanse Tokai Universiteit. De Tokai Challenger is de winnaar van de World Solar Challenge 2009, een race voor zonnewagens dwars door Australië. De auto is ontworpen en getest in een samenwerking met studenten van de Tokai Universiteit en verschillende bedrijven uit de Japanse auto-industrie.
De Tokai Challenger legde de afstand van 3021 kilometer af in 29 uur 49 minuten en haalden daarmee een gemiddelde snelheid van 100,54 km/uur.

## Specificaties
| Afmetingen               |                                                                                 |
| Gewicht (zonder coureur) |                                                                                 |
| Wielen                   | 2 voor, 1 achter                                                                |
| Energie                  | Maximale opwekking 1,8 kilowatt                                                 |
| Zonnecellen              | 2176 cellen (6 m²) Gallium‐Arsenide Triple Junction met een efficiëntie van 30% |
| Motor                    | Elektromotor: brushless DC direct drive motor van Mitsuba Corporation           |